# 3 mai 1959

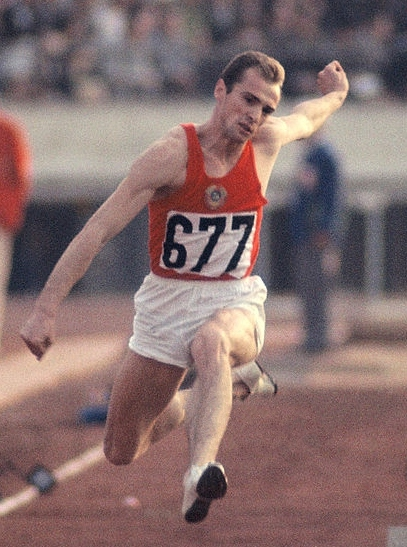
Oleg Fedoseyev bat le record du monde du triple saut.

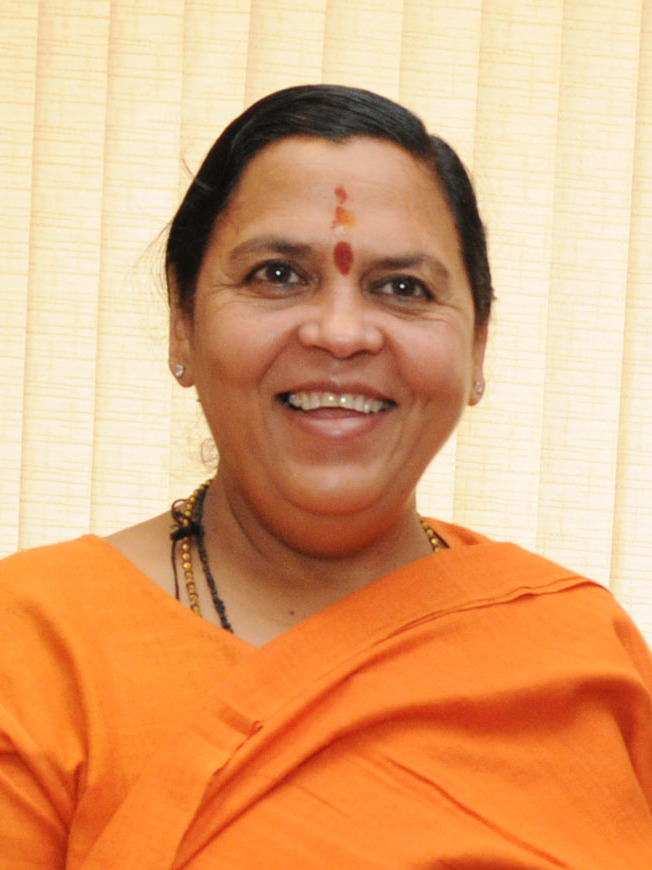
Uma Bharti, femme politique indienne.

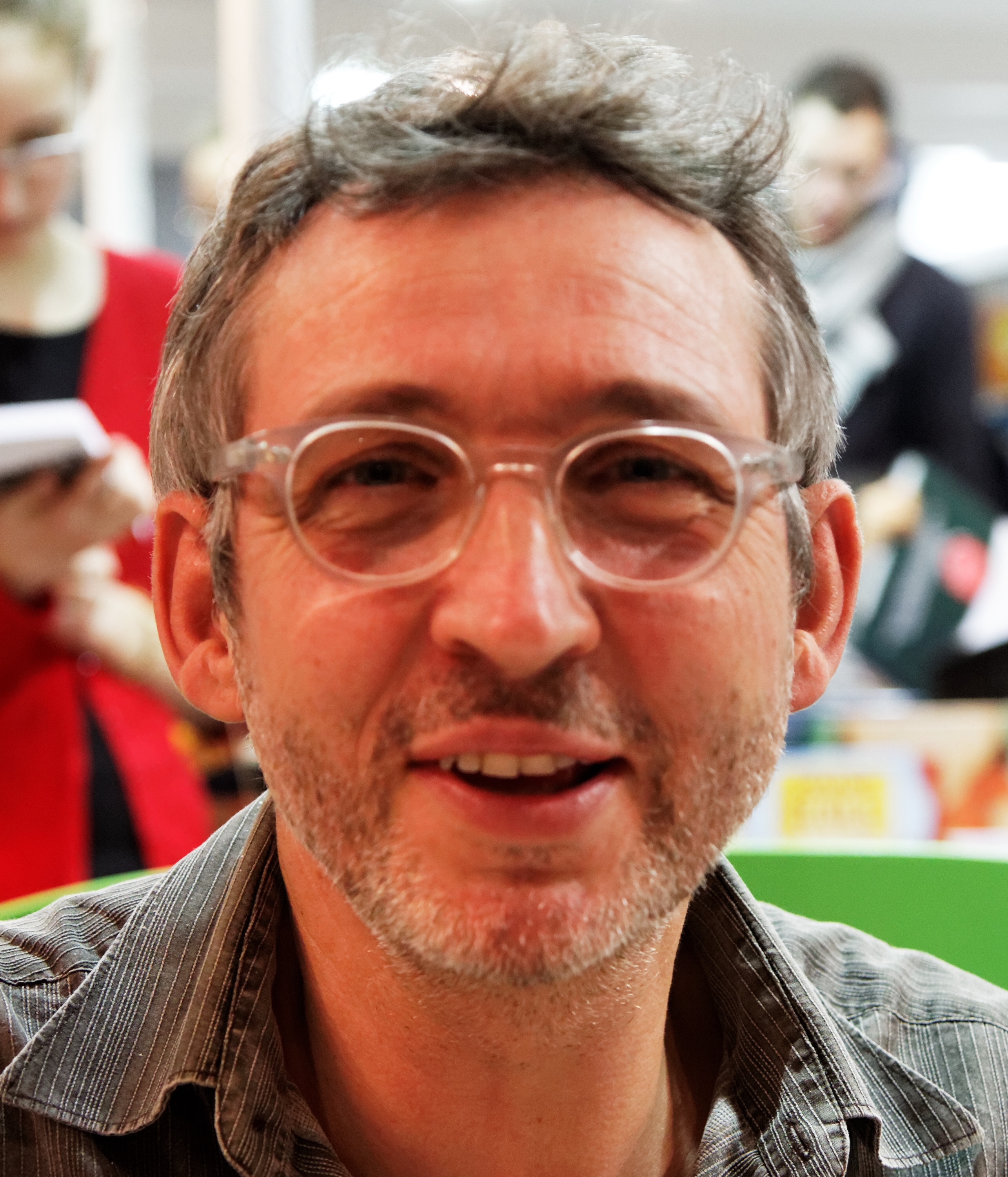
Rémi Courgeon, écrivain français.

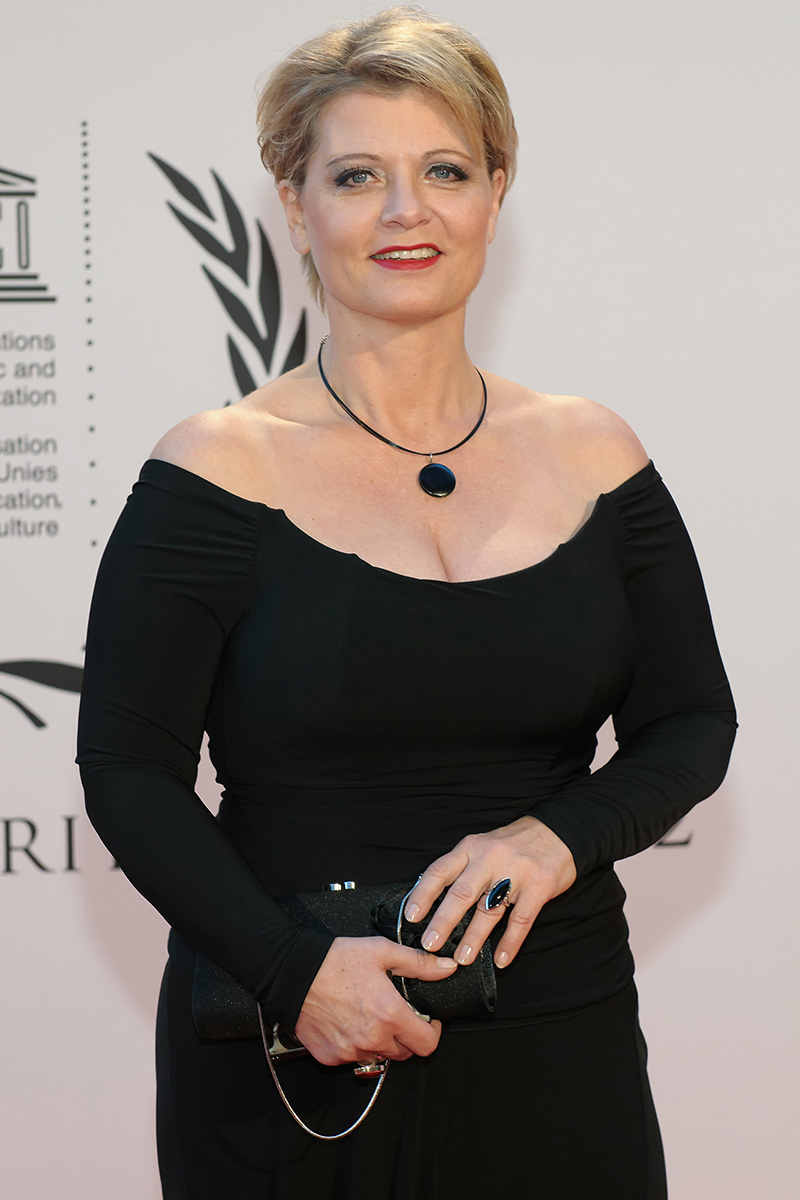
Andrea Spatzek, actrice autrichienne.

Le dimanche 3 mai 1959 est le 123e jour de l'année 1959.

## Événements

### Religion
- Cyrille VI, religieux égyptien de l'Église copte orthodoxe prend ses fonctions comme pape d'Alexandrie et patriarche de toute l'Afrique et du siège de saint Marc ;
- Marguerite d'Youville, religieuse catholique fondatrice des Sœurs de la Charité de Montréal, est béatifiée par le pape Jean XXIII. Elle sera plus tard la première personne née au Canada à être canonisée.

### Sport
- Début de championnat d'Allemagne de football 1958-1959 ;
- Début du championnat d'Argentine de football 1959 ;
- Finale du championnat de France de rugby à XIII 1958-1959 à Toulouse, qui oppose Villeneuve-sur-Lot et Lézignan ;
- Le soviétique Oleg Fedoseyev bat le record du monde du triple saut masculin en franchissant 16,70 m ;
- Finale de la Coupe de France de football 1958-1959 à Colombes, qui oppose Le Havre AC et le FC Sochaux-Montbéliard ;

## Naissances
- Roger Agnelli (pt) (mort le 19 mars 2016), investisseur, banquier, et chef d'entreprise brésilien ;
- Alberto Alocén (es), basketteur espagnol ;
- Uma Bharti, femme politique indienne ;
- David Ball (en), musicien anglais de musique électronique et producteur de musique ;
- Pierre Chadebech, joueur français de rugby à XV ;
- Richard Cordray, avocat et homme politique américain ;
- Rémi Courgeon, écrivain français ;
- Carlos De León (mort le 1er janvier 2020), boxeur portoricain ;
- Bobby Ellsworth (en), chanteur américain du groupe de thrash metal Overkill ;
- Ben Elton, écrivain, dramaturge, scénariste, humoriste, comédien et réalisateur britannique ;
- Peter Erlanson (de), homme politique allemand ;
- Wilson Ferreira Junior (pt), ingénieur et chef d’entreprise brésilien ;
- Lionel Guibout, peintre français ;
- Ivari Ilja (et), pianiste estonien et recteur de l'Académie estonienne de musique et de théâtre ;
- Shigeru Kanno, compositeur et chef d'orchestre japonais ;
- Martin Lichtfuss (de), compositeur et chef d’orchestre autrichien ;
- Johann Lindner (de), lanceur de marteau et bobeur autrichien ;
- Heinz Mansfeld (de), expert en art et conservateur allemand ;
- Diamantino Miranda, footballeur et entraîneur portugais ;
- Gabriele Moreno Locatelli (it) (mort le 3 octobre 1993), religieux et pacifiste italien ;
- Angelo Muzio (it) (mort le 17 janvier 2017), syndicaliste et homme politique italien ;
- Eddie Niedzwiecki, footballeur britannique ;
- Vincenzo Pisanello (it), évêque catholique italien ;
- Gabriella Saitta (it), actrice italienne ;
- Marina Spadafora (it), styliste italienne ;
- Andrea Spatzek, actrice autrichienne ;
- Mark Titley (en), joueur gallois de rugby à XV ;
- Wolfgang Wild (de), journaliste sportif allemand.

## Décès
- Renato Birolli (né le 10 décembre 1905), peintre  et militant antifasciste italien ;
- Artúro del Castillo (es) (né le 9 février 1881, militaire révolutionnaire, journaliste et poète mexicain ;
- Waldemar Deonna (né le 24 septembre 1880), archéologue, historien et photographe suisse ;
- Edmond Fatio (né le 10 janvier 1871), architecte suisse ;
- Henri Monier (né le 4 avril 1901), illustrateur français ;
- Zeki Kocamemi (tr) (né en 1900), peintre turc.